# Олива Джеси
Олѝва Джѐси (на италиански: Oliva Gessi, на местен диалект: Uliva, Улива) е село и община в Северна Италия, провинция Павия, регион Ломбардия. Разположено е на 245 m надморска височина. Населението на общината е 170 души (към 2017 г.).